# Purpuricenus graecus
Purpuricenus graecus är en skalbaggsart som beskrevs av Sláma 1993. Purpuricenus graecus ingår i släktet Purpuricenus och familjen långhorningar. IUCN kategoriserar arten globalt som otillräckligt studerad. Inga underarter finns listade i Catalogue of Life.